# Ширега
Ширега — посёлок в Сямженском районе Вологодской области на реке Мойменьга.
Входит в состав Раменского сельского поселения, с точки зрения административно-территориального деления — в Раменский сельсовет.
Расстояние по автодороге до районного центра Сямжи — 24,5 км, до центра муниципального образования Раменья — 17 км. Ближайшие населённые пункты — Юковская, Великий Двор, Васильевская.
По переписи 2002 года население — 155 человек (80 мужчин, 75 женщин). Всё население — русские.